# مدفع في-3

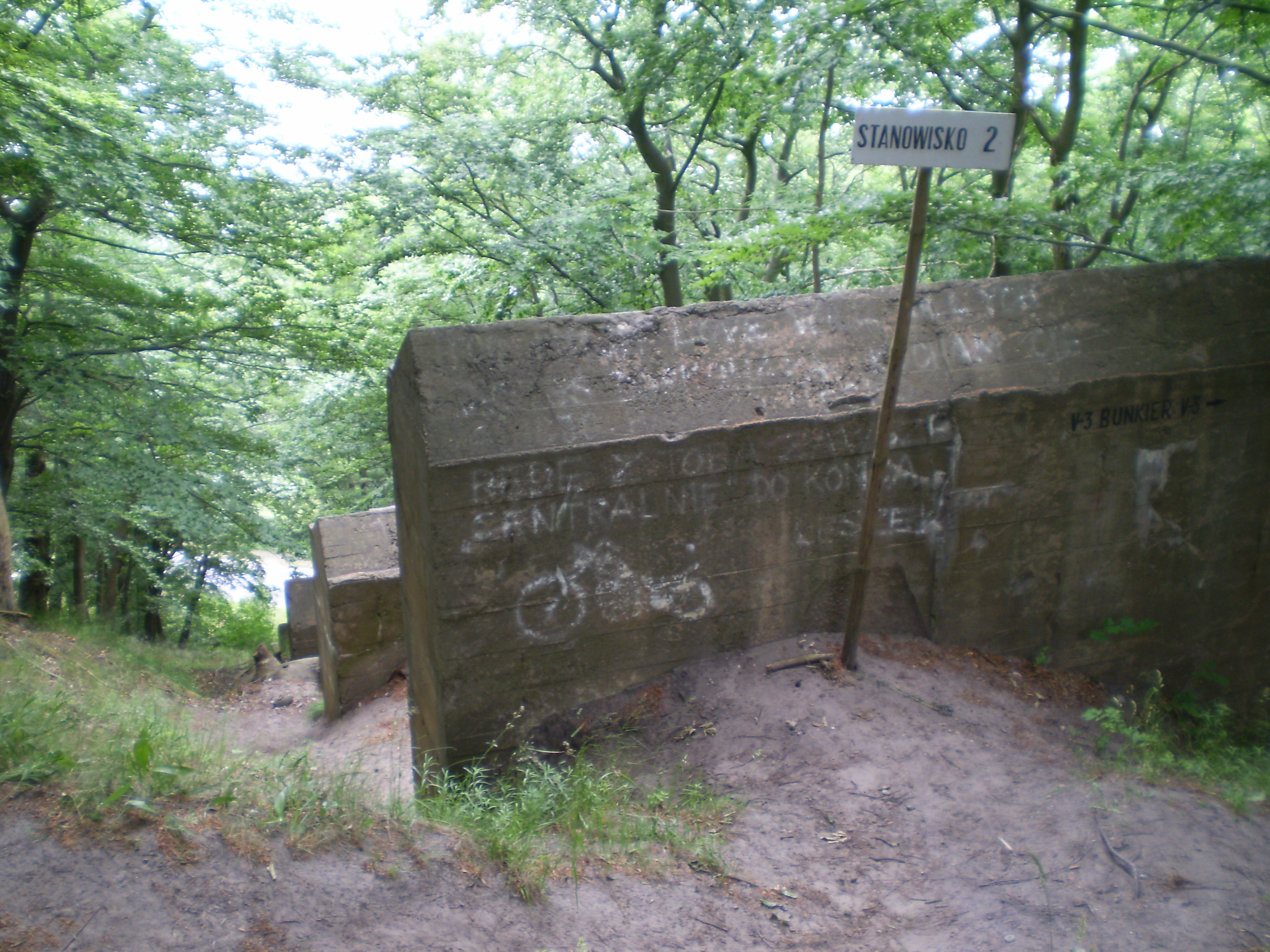
بقايا في-3 في Zalesie قرب Misdroy، جزيرة Wolin، بولندا (2008)

في-3 (بالألمانية: الأسلحة الخامس 3)‏ ،"Retribution Weapon 3") كان مدفعًا ألمانيا من عيارً كبيرً من الحرب العالمية الثانية يعمل على مبدأ الشحن المتعدد حيث يتم إطلاق شحنات الدفع الثانوية لإضافة سرعة إلى القذيفة.
كان من المخطط استخدام السلاح في قصف لندن من مخبأين كبيرين في منطقة با دو كاليه في شمال فرنسا، لكن غارات الحلفاء التي شنها الحلفاء جعلته غير صالح للاستعمال قبل الانتهاء. تم استخدام سلاحين مماثلين لقصف لوكسمبورغ من ديسمبر 1944 إلى فبراير 1945.
كان يُعرف في-3 أيضًا باسم Hochdruckpumpe («مضخة الضغط العالي، HDP لـ short short»)، والتي كانت اسمًا رمزيًا يهدف إلى إخفاء الغرض الحقيقي من المشروع. كانت تعرف أيضًا باسم Fleißiges Lieschen («مشغول ليزي ‏»).

## وصف
استخدم المدفع عبوات دفع متعددة وضعت على طول البرميل وتوقيت إطلاقها بمجرد مرور القذيفة من أجل توفير دفعة إضافية. تم استخدام معززات صاروخية تعمل بالوقود الصلب بدلاً من الشحنات المتفجرة نظرًا لمدى ملاءمتها وسهولة الاستخدام. تم ترتيب هذه في أزواج متناظرة على طول برميل، زاوية ليعرضوا اتجاههم ضد قاعدة القذيفة كما مرت. ولدت هذا التخطيط الاسم الرمزى الألمانية Tausendfüßler («ألفية الأرجل»). تم تصميم الغرف الجانبية والبراميل كأقسام متطابقة لتبسيط الإنتاج والسماح باستبدال الأجزاء التالفة. سوف تستخدم البندقية بأكملها أقسامًا متعددة من هذا القبيل مجمعة معًا. أطلق المدفع قذيفةً ملساء زعنفية مستقرة تعتمد على القوى الديناميكية الهوائية بدلاً من قوةجيروسكوبية لمنع الانهيار (تختلف عن الأسلحة التقليدية التي تسبب البنادق في الدوران)؛ هذا أدى إلى انخفاض معامل السحب.

## خلفية
يعود أصل البندقية متعددة الحجرات إلى القرن التاسع عشر. في عام 1857، حصل المخترع الأمريكي آزل ستورز ليمان (1815-1885) على براءة اختراع عن «التحسين في تسارع إطلاق الأسلحة النارية»،  وبنى نموذجًا أوليًا في عام 1860 أثبت أنه غير ناجح. ثم قام ليمان بتعديل التصميم بالتعاون مع جيمس ريتشارد هاسكل، الذي كان يعمل لسنوات على نفس المبدأ.
- Accelerating gun (1881) by James Richard Haskell[7]
- Accelerating gun by Lyman and Haskell (1883).[8]
- Multi-charge cannon by Haskell (1892).[9]

## مصير
تم تفكيك أحد مدفعي لامبادين في 15 فبراير،  وتوقف إطلاق النار في 22 فبراير، عندما تقدمت وحدات الجيش الأمريكي إلى 3 كيلومتر (1.9 ميل) من موقع لامبادين.
بدأ نشر بطارية ثانية من الأسلحة في يناير 1945 في بوهل، والتي كانت تهدف إلى بلفور دعماً لهجوم عملية نوردويند. أقيمت إحدى المسدسات قبل أن يؤدي فشل هجوم Nordwind إلى تعريض الموقع للخطر، وتم إزالة المعدات قبل بدء إطلاق النار.
كانت هناك مقترحات أخرى لنشر البطاريات لقصف لندن وباريس وأنتويرب ومدن أخرى ولكن لم يتم تنفيذها بسبب سوء حالة شبكة السكك الحديدية الألمانية ونقص الذخيرة. في وقت لاحق، تم الاستيلاء على أنابيب البنادق المفككة وقطع الغيار والذخيرة المتبقية من قبل الجيش الأمريكي وشحنها إلى الولايات المتحدة حيث تم اختبارها وتقييمها في أبردين بروفينج جراوند، ميريلاند، وتم تفكيكها هناك في عام 1948.